# Schule an der Stader Straße
Die Schule an der Stader Straße in Bremen-Östliche Vorstadt, Ortsteil Hulsberg ist eine Grundschule. Das Gebäude an der Stader Straße steht unter Denkmalschutz.

## Geschichte
Das dreigeschossige, verklinkerte Gebäude auf einem Sockelgeschoss mit einem Walmdach wurde von 1915 bis 1920 nach Plänen der Architekten Wilhelm Knop und Max Fritsche als Volksschule gebaut. Klare Linien, zumeist zweiteilige Kastenfenster und sparsame dekorative Elemente prägen den Bau aus der Vorkriegszeit. Ein zweiachsiger Portikus mit seinen drei ionischen Doppelsäulen und dem darüber gelegener Balustrade stellen einen repräsentativen Eingang da. Während des Zweiten Weltkrieges wurde das steile Walmdach mit seinen großen Gauben durch eine Brandbombe beschädigt und nach dem Krieg durch ein flacheres Walmdach ersetzt.
Ab 1921 war in dem Gebäude eine Versuchsschule als Auswahlschule untergebracht. 1925 erfolgte die Gründung des schuleigenen Schullandheimes in Cluvenhagen. 1933 endete der Schulversuch und sie wurde in eine regionale Volksschule umgewandelt. Bis 1967 war sie Volksschule mit den Klassen 1 bis 8, bzw. 9. Die 7. bis 9. Klasse wurden 1967 abgebaut und 1975 auch die 5. und 6. Klasse der Orientierungsstufe.
Sie ist seit 1975 eine Grundschule, seit 2006 mit einem besonderen Musikprofil. Der Schulgarten besteht seit 1988, ein Schulverein seit 1997 und ein Hort seit 2007.

## Denkmalschutz
Das Gebäude wurde 1984 als Bremer Kulturdenkmal unter Denkmalschutz gestellt.